# United Grand Lodge of England
De United Grand Lodge of England (U.G.L.E.) is een van de oudste reguliere obediënties (koepelorganisatie van vrijmetselaarsloges) ter wereld. Zij is uitsluitend toegankelijk is voor mannen.
De United Grand Lodge of England heeft een groot gezag in de maçonnieke wereld. Samen met de Grand Lodge of Scotland en de Grand Lodge of Ireland vormt zij de zogeheten Home Grand Lodges, de oudste grootloges ter wereld met veel aanzien. De Reguliere Grootloge van België en de Orde van Vrijmetselaren onder het Grootoosten der Nederlanden onderhouden vriendschappelijke verhoudingen met de United Grand Lodge of England.
De hoofdzetel van de United Grand Lodge of England bevindt zich in de monumentale Freemasons' Hall in de Londense wijk Covent Garden. In dit pand is ook het Museum of Freemasonry gevestigd, het belangrijkste Engelse vrijmetselarijmuseum.

## Geschiedenis
In 1717 werd de eerste grootloge in Engeland opgericht onder de naam Premier Grand Lodge of England. In 1751 splitste een groep vrijmetselaars zich echteraf  van de Premier Grand Lodge van en richtte een concurrerende grootloge op, de Antient Grand Lodge. De reden hiervoor was te vinden in het feit dat de Premier Grand Lodge begon af te wijken van zijn oorspronkelijke beginselen, de ancient landmarks genaamd. Hierdoor stonden de beide grootloges bekend als de Antients en de Moderns. De rivaliteit tussen beiden duurde 63 jaar.
In 1809 werd - na lange onderhandelingen -  een vergelijk tussen beide grootloges bereikt en in 1813 fuseerden beide obediënties tot de United Grand Lodge of England.

## Ritus en graden
Binnen de loges van de United Grand Lodge of England worden de basisgraden van leerling, gezel en meester verleend, volgens de Emulation Ritus. De Grand Lodge overziet tevens de toepassing van de ritus van de Royal Arch vrijmetselarij binnen haar jurisdictie.

## Structuur
Binnen Engeland en Wales zijn de loges die onder de jurisdictie van de United Grand Lodge of England vallen gegroepeerd in Provincial Grand Lodges, daarbuiten - per land of per regio - in District Grand Lodges . Anno 2025 kent de United Grand Lodge of England 48 Provincial Grand Lodges in Engeland en Wales. Daarbuiten kent zij nog 32 District Grand Lodges en vier groepen van loges. In totaal kent de obediëntie ruim 7000 loges die allen samen 170.000 leden tellen. 
Een bijzondere loge is de Gastvrijheid Lodge in Londen, welke tijdens de Eerste Wereldoorlog  is opgericht in Groningen door daar geïnterneerde Engelse militairen. Ook kent de United Grand Lodge of England een onderzoeksloge, loge Quatuor Coronati, welke geldt als een autoriteit op haar gebied.

## Grootmeesters
- Prins Augustus Frederik, hertog van Sussex (1813 - 1843)
- Thomas Dundas, hertog van Zetland (1844 - 1870)
- George Robinson, Hertog van Grey en van Ripon (1870 - 1874)
- Koning Eduard VII van het Verenigd Koninkrijk (1874 - 1901)
- Arthur van Connaught en Strathearn (1901 - 1939)
- Prins George, hertog van Kent (1939 - 1942)
- Henry Lascelles, hertog van Harewood (1942 - 1947)
- Edward Cavendish, hertog van Devonshire (1947 - 1950)
- Lawrence Lumley, hertog van Scarbrough (1951 - 1967)
- Prins Edward, Hertog van Kent (1967 - heden)